# Al-Masara
Al-Masara – miejscowość w Egipcie, w muhafazie Nowa Dolina. W 2006 roku liczyła 3226 mieszkańców.